# Arnaldo Battistoni
Arnaldo Battistoni (Fano, 11 novembre 1921 – Pesaro, 25 luglio 1990) è stato un incisore e pittore italiano.

## Biografia
Nasce a Fano l'11 novembre 1921 da una famiglia di umili condizioni. Vivace, curioso, avido d'imparare ha facilità nello studio e nell'apprendimento, ma, finita la scuola media inferiore, è costretto ad abbandonare gli studi a motivo delle difficoltà economiche familiari.
Garzone di bottega d'un barbiere, la lussazione congenita dell'anca di cui è affetto non gli consente di stare a lungo in piedi; cambia lavoro e diventa commesso in un negozio di stoffe.
Nel poco tempo libero, continua a leggere e a coltivare la sua vera passione di disegnare e dipingere. Da ragazzo conosce e frequenta Emilio Antonioni insieme al quale spesso va a dipingere vedute della periferia fanese.
Arnaldo Battistoni ha frequentato l'istituto delle belle arti di Urbino dove si è abilitato all'insegnamento della calcografia. Ha insegnato in alcune scuole medie della Provincia di Pesaro fino al 1945 per poi passare all'insegnamento di disegno dal vero e incisione presso la Scuola del libro di Urbino dove lui stesso era stato allievo. Dal 1948 ha partecipato alle più importanti rassegne e mostre d'arte in Italia e all'estero riscuotendo ovunque unanimi e autorevoli consensi di critica.
Titolare della cattedra di Tecniche dell'incisione presso l'Accademia di belle arti di Venezia. Dal 1973 al 1983 ha diretto l'Accademia di belle arti di Urbino. Presente con sue opere alla VII e VIII Quadriennale di Roma e alla XXXIII Esposizione internazionale d'arte di Venezia, fu anche autore di un volume sulle Tecniche dell'incisione (Vicenza, Neri Pozza, 1973, poi riedito nel 1983 dall'editore Quattro venti di Urbino). 